# Scuola d'eroi
Pour plus de détails, voir Fiche technique et Distribution.
Scuola d'eroi est un film italien réalisé par Enrico Guazzoni, sorti en 1914.

## Fiche technique
- Titre : Scuola d'eroi
- Réalisation : Enrico Guazzoni
- Scénario : Enrico Guazzoni
- Pays d'origine : Royaume d'Italie
- Format : Noir et blanc - 1,33:1 - Film muet
- Genre : drame
- Date de sortie : 1914

## Distribution
- Amleto Novelli : Capt. Robert Larive
- Gianna Terribili-Gonzales : Mme. de Longueville
- Carlo Cattaneo : Napoléon Bonaparte
- Pina Menichelli : Rina Larive
- Achille Majeroni : Marshal Larive
- Ida Carloni Talli